# Nikołaj Murałow

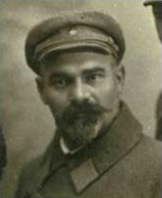
Nikołaj Murałow

Nikołaj Iwanowicz Murałow (ros. Никола́й Ива́нович Мура́лов, ur. 1877 w chutorze Roty w okręgu taganroskim Obwodu Wojska Dońskiego, zm. 1 lutego 1937 w Moskwie) – rosyjski rewolucjonista, bolszewik, wysoki dowódca Armii Czerwonej (1917-1924), jeden z przywódców Lewicowej Opozycji w RKP(b)/WKP(b), ofiara wielkiej czystki.

## Życiorys
W 1897 ukończył szkołę rolniczą, 1903 wstąpił do SDPRR, bolszewik, 1914-1917 służył w armii rosyjskiej. 
W czasie rewolucji październikowej w listopadzie 1917 członek Moskiewskiego Rewolucyjnego Komitetu Wojskowego i Moskiewskiego Sztabu Wojskowo-Operacyjnego, od 1917 do grudnia 1919 dowódca wojsk Moskiewskiego Okręgu Wojskowego, uczestnik wojny domowej w Rosji, od 15 lutego do 19 sierpnia 1919 członek Rewolucyjnej Rady Wojskowej 3 Armii Frontu Wschodniego, od 19 sierpnia do 8 września 1919 członek Rewolucyjnej Rady Wojskowej Frontu Wschodniego. Od 8 września 1919 do 13 lipca 1920 członek Rewolucyjnej Rady Wojskowej 12 Armii Frontu Południowego/Frontu Południowo-Zachodniego, na froncie wojny polsko-bolszewickiej. Od 1920 do marca 1921 członek Kolegium Ludowego Komisariatu Rolnictwa RFSRR, od 1 marca 1923 do maja 1924 ponownie dowódca wojsk Moskiewskiego Okręgu Wojskowego, od maja 1924 do 1925 dowódca wojsk Północnokaukaskiego Okręgu Wojskowego. 1925-1927 szef inspekcji wojskowo-morskiej Ludowego Komisariatu Inspekcji Robotniczo-Chłopskiej ZSRR i rektor Akademii Rolniczej im. Timiriazewa, od 31 grudnia 1925 do 14 listopada 1927 członek Centralnej Komisji Kontroli WKP(b). Uczestnik Lewicowej Opozycji, zwolennik Lwa Trockiego, usunięty z funkcji partyjnych po manifestacjach opozycji w rocznicę rewolucji październikowej 7 listopada 1927.
Na XV zjeździe WKP(b) 18 grudnia 1927 wykluczony z partii, wraz z innymi przywódcami opozycji. W lutym 1928 zesłany do Tary, zajmował podrzędne stanowiska w sektorze rolnym na Syberii, ostatecznie jako szef Wydziału Rolnego Zarządu Zaopatrzenia Robotniczego Kuzbasstroja w Nowosybirsku. W przeciwieństwie do wielu innych opozycjonistów nie wydał żadnego publicznego oświadczenia skierowanego przeciw opozycji.
U progu wielkiej czystki 17 kwietnia 1936 aresztowany przez NKWD, torturowany w śledztwie (połamano mu żebra i nogi), po ośmiu miesiącach zgodził się uczestniczyć w publicznym procesie pokazowym za cenę ocalenia życia bliskich. Od 23 stycznia 1937 podsądny w drugim procesie moskiewskim przed Kolegium Wojskowym Sądu Najwyższego ZSRR (obok Jurija Piatakowa, Karola Radka, Leonida Sieriebriakowa, Grigorija Sokolnikowa i in.). 30 stycznia 1937 skazany na śmierć, rozstrzelany dzień później. Ciało skremowano w krematorium na Cmentarzu Dońskim, prochy pochowano anonimowo. 
17 kwietnia 1986 pośmiertnie zrehabilitowany przez plenum Sądu Najwyższego ZSRR.
Odznaczony Orderem Czerwonego Sztandaru i nagrodzony złotym zegarkiem.

## Rodzina
Rodzina i krewni Nikołaja Murałowa byli również w okresie wielkiego terroru ofiarami prześladowań:
- Żona - Anna, przeżyła 17 lat w więzieniu, obozach koncentracyjnych (łagrach) Gułagu i na zesłaniu, zmarła w 1981
- Syn - Władimir, aresztowany w 1936, zmarł w łagrze w 1943
- Córka - Halina Poleszczuk, dłuższy czas przebywała na zesłaniu
- Brat - Aleksandr Murałow, komisarz ludowy rolnictwa RFSRR, prezydent Wszechzwiązkowej Akademii Nauk Agronomicznych (ros. ВАСХНИЛ) – aresztowany w X. 1939, rozstrzelany 3 września 1938.
- Siostra - Julija, zmarła w łagrze w 1943.